# 岸和田市立久米田中学校
岸和田市立久米田中学校（きしわだしりつ くめだちゅうがっこう）は、大阪府岸和田市池尻町にある公立中学校。
1947年開校。学校周辺には久米田古墳群があり、校地内にもその一つである女郎塚古墳が存在する。

## 沿革
岸和田市で最初の中学校の一つとして、1947年の学制改革と同時に創立した。当初は「岸和田市立第五中学校」の名称だったが、岸和田市立中学校に番号順の校名ではなく地名などを取り入れた名称に変更する方針が出されたことに伴い、1949年に現在の校名に改称している。
校名は、学校敷地が久米田山とよばれる丘陵上に立地していることや、近隣に久米田寺・久米田池があることから採用されている。
- 1947年
  - 4月1日 - 岸和田市立第五中学校として開校。
  - 4月22日 - 開校式を実施。この日を創立記念日とする。
- 1949年
  - 3月 - 岸和田市立第三中学校の廃校に伴い、従来の同校校区の一部を分離。
  - 5月27日 - 岸和田市立久米田中学校に改称。

## 通学区域
- 岸和田市立八木小学校、岸和田市立八木北小学校、岸和田市立八木南小学校の通学区域。

## 出身者
- 清原和博 - 元日本プロ野球選手
- 田川明広 - 日本原子力研究開発機構研究者
- 武井紗良 - NMB48

## 交通
- 阪和線 久米田駅 南へ約1km